# Czech Hockey Games 2018
České hokejové hry 2018 byl turnaj v rámci série Euro Hockey Tour 2017/2018, který se hrál od 19. do 22. dubna 2018 Pardubicích. Pět utkání her se odehrálo v Pardubicích v České republice a jedno v Jaroslavli v Rusku.

## Zápasy
| 19. dubna 2018 19:00 | Finsko | 1:3 (1:1, 0:0, 0:2) | Česko | ČSOB Pojišťovna ARENA, Pardubice Návštěvnost: 6 212 |  |

| Zpráva              |                     |          |                                                                |  |
| Eero Kilpelainen    | Eero Kilpelainen    | Brankáři | Pavel Francouz                                                 |  |
| 11:56 Antti Suomela | 11:56 Antti Suomela |          | 09:05 Filip Zadina 49:33 Dmitrij Jaškin 59:15 Andrej Nestrašil |  |

| 19. dubna 2018 19:00 | Rusko | 1:2 (0:1, 1:0, 0:1) | Švédsko | Arena-2000 Lokomotiv, Jaroslavl Návštěvnost: 9 000 |  |

| Zpráva                            |                                   |          |                                                 |  |
| Igor Šesťorkin a Vasilij Košečkin | Igor Šesťorkin a Vasilij Košečkin | Brankáři | Magnus Hellberg                                 |  |
| 21:51 Jevgenij Dadonov            | 21:51 Jevgenij Dadonov            |          | 18:04 Patrik Zackrisson 40:41 Fredrik Handemark |  |

| 21. dubna 2018 14:20 | Česko | 3:1 (1:1, 0:0, 2:0) | Švédsko | ČSOB Pojišťovna ARENA, Pardubice Návštěvnost: 6 843 |  |

| Zpráva                                                     |                                                            |          |                      |  |
| Dominik Furch                                              | Dominik Furch                                              | Brankáři | Magnus Hellberg      |  |
| 03:17 Robin Hanzl 49:23 Andrej Nestrašil 57:53 Roman Horák | 03:17 Robin Hanzl 49:23 Andrej Nestrašil 57:53 Roman Horák |          | 14:25 Carl Klingberg |  |

| 21. dubna 2018 18:15 | Rusko | 1:2 (1:0, 0:1, 0:1) | Finsko | ČSOB Pojišťovna ARENA, Pardubice Návštěvnost: 3 357 |  |

| Zpráva             |                    |          |                                           |  |
| Igor Šesťorkin     | Igor Šesťorkin     | Brankáři | Ville Husso                               |  |
| 07:15 Nikita Gusev | 07:15 Nikita Gusev |          | 34:39 Henri Jokiharju 58:02 Jere Sallinen |  |

| 22. dubna 2018 14:20 | Česko | 2:1 (1:0, 1:0, 0:1) | Rusko | ČSOB Pojišťovna ARENA, Pardubice Návštěvnost: 6 585 |  |

| Zpráva                                  |                                         |          |                       |  |
| David Rittich                           | David Rittich                           | Brankáři | Vasilij Košečkin      |  |
| 08:36 Filip Chytil 20:14 Matěj Stránský | 08:36 Filip Chytil 20:14 Matěj Stránský |          | 49:27 Alexej Kručinin |  |

| 22. dubna 2018 18:15 | Švédsko | 3:7 (0:1, 1:2, 2:4) | Finsko | ČSOB Pojišťovna ARENA, Pardubice Návštěvnost: 2 572 |  |

| Zpráva                                                        |                                                               |          | |  |
| Filip Gustavsson                                              | Filip Gustavsson                                              | Brankáři | Ville Husso |  |
| 27:21 Anton Rodin 48:10 Dennis Everberg 55:36 Dennis Everberg | 27:21 Anton Rodin 48:10 Dennis Everberg 55:36 Dennis Everberg |          | 09:21 Antti Suomela 20:55 Olli Palola 33:21 Henri Jokiharju 41:42 Juuso Puustinen 52:37 Pekka Jormakka 59:45 Ville Pokka 59:59 Sami Sandell |  |

## Tabulka
| Poř. | Tým     | Z | V | VP | PP | P | VG | OG | B |
| ---- | ------- | - | - | -- | -- | - | -- | -- | - |
| 1.   | Česko   | 3 | 3 | 0  | 0  | 0 | 8  | 3  | 9 |
| 2.   | Finsko  | 3 | 2 | 0  | 0  | 1 | 10 | 7  | 6 |
| 3.   | Švédsko | 3 | 1 | 0  | 0  | 2 | 6  | 11 | 3 |
| 4.   | Rusko   | 3 | 0 | 0  | 0  | 3 | 3  | 6  | 0 |

Z = Odehrané zápasy; V = Výhry; VP = Výhry v prodloužení/nájezdech; PP = Prohry v prodloužení/nájezdech; VG = vstřelené góly; OG = obdržené góly; B = Body